# Chapelle Sainte-Marie-Madeleine d'Arvieux
Pour les articles homonymes, voir Chapelle Sainte-Marie-Madeleine.
La chapelle Sainte-Marie-Madeleine, dite chapelle Sainte-Marie-Madeleine-des-Escoyères, est une chapelle du diocèse de Gap et d'Embrun située à Arvieux, dans les Hautes-Alpes.

## Historique et architecture
Une chapelle datant du XVIIIe siècle a été construite après les guerres de religion, à l'emplacement d'un ancien prieuré du XIIe siècle (qui fut ensuite une dépendance de l'abbaye Notre-Dame de Boscodon au XVe siècle).

## Architecture
Cette chapelle, un des hauts lieux de l'histoire du Queyras, présente une architecture soignée, un ample volume et un riche décor intérieur. Bien que restaurée et décorée en 1818, puis restaurée de nouveau en 1985, la chapelle des Escoyères est en mauvais état.
La chapelle Sainte-Marie est semblable à d'autres édifices de la région ; toit en bardeau de mélèze surmonté d'un clocheton, une nef voûtée et un chœur en cul-de-four. Percée de plusieurs baies et de deux portes en plein cintre sans décoration ni chapiteau, son intérêt réside dans les deux tympans de ces portes. En effet, ils faisaient partie d'un même monolithe de calcaire extrait des lieux, sur lequel on grava à l'époque gallo-romaine, un texte rappelant « qu'Albanus Bussullus, était préfet des Capillates, des Savincates (Savines), des Brigani (Briançon) et des Quariates (Queyras) ». Un texte mystérieux quant à sa provenance, sur ce site très ancien. L'intérieur de la chapelle est pour sa part aménagé par un dallage en marbre rose du Queyras, avec un retable en bois du XVIIe siècle.